# Ramaria lorithamnus
Ramaria lorithamnus är en svampart som först beskrevs av Miles Joseph Berkeley, och fick sitt nu gällande namn av R.H. Petersen 1982. Ramaria lorithamnus ingår i släktet Ramaria och familjen Gomphaceae.   Inga underarter finns listade i Catalogue of Life.